# Munirabad (Rural), Koppal
Munirabad (Rural) là một làng thuộc tehsil Koppal, huyện Koppal, bang Karnataka, Ấn Độ.